# Conditional Value at Risk
Conditional Value at Risk (förkortat CVaR) betyder villkorligt värde vid risk. Detta är även vad som kallas för förväntad kortsiktig förlust (Expected Shortfall, ES). Dessa begrepp används vanligen inom finansiell riskmätning för att utvärdera marknadsrisken och kreditrisken för en portfölj. Termen är ett alternativ till VaR (Value at Risk), värde vid risk.

## Formel definition
{\displaystyle ES_{q}=E(x|x<\mu )} där {\displaystyle \mu } är bestämt av {\displaystyle Prob(x<\mu )=q} och {\displaystyle q} är den givna tröskeln.